# BST (marque)
Pour les articles homonymes, voir BST.
 (décembre 2013).
Si vous disposez d'ouvrages ou d'articles de référence ou si vous connaissez des sites web de qualité traitant du thème abordé ici, merci de compléter l'article en donnant les références utiles à sa vérifiabilité et en les liant à la section « Notes et références ».
BST était une marque du groupe Bisset. Elle fait désormais partie de la société Lotronic.
Implantée en France, en Belgique, au Portugal et en Espagne elle s'est fait remarquer en 1976 par ses amplificateurs, tuners et ampli-tuners fabriqués en Corée et reprenant le look des appareils Marantz.
Elle a connu un grand succès principalement avec :
- ampli Ic-300, 2x35 W ;
- tuner Ic-302 ;
- ampli-tuner Ic-312 ;
- ampli de puissance ic-1000, 2x75 W ;
- préampli Ic-00.

De nos jours, les grands succès sont :
- Meety MP3 ;
- Trainy MP3 ;
- Gianty ;
- Cleving 126 ;
- amplificateur série SA ;
- système 2.1 Soundmate.

Elle a aussi commercialisé des microphones et accessoires de sonorisation, table de mixage ainsi que des lecteurs de cassette comme les Id-10 D et Id-5 D.
Aujourd'hui la marque existe toujours et commercialise principalement du matériel de sonorisation/DJ et aussi des appareils public address (matériel professionnel de sonorisation pour magasin, lieux de culte, entrepôt, etc.).

## Photos

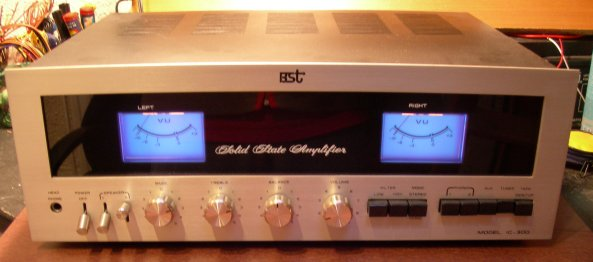
Ampli intégré bst ic-300.
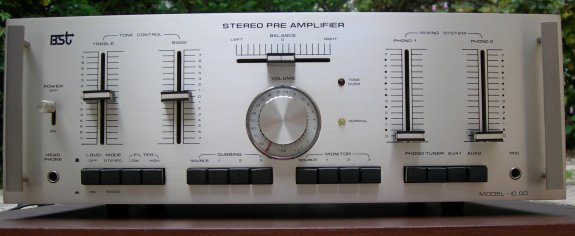
Préampli bst ic-00.
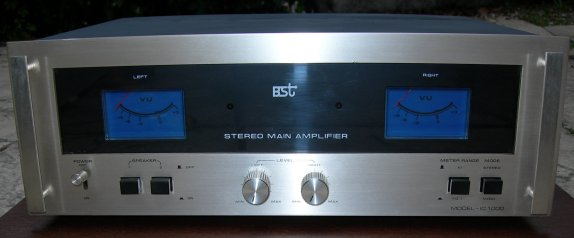
Ampli de puissance bst ic-1000.